# Eustrotia angulata
Eustrotia angulata är en fjärilsart som beskrevs av Felix Bryk 1942. Eustrotia angulata ingår i släktet Eustrotia och familjen nattflyn. Inga underarter finns listade i Catalogue of Life.